# 枕草紙杠園抄
『枕草紙杠園抄』（まくらのそうしこうえんしょう）とは、江戸時代後期に書かれた『枕草子』の注釈書。四巻四冊、岩崎美隆の著。

## 解説
江戸時代を通して広く読まれた北村季吟の『枕草子春曙抄』に他の古註諸本の所説と自説を加え、古活字本の本文を校合したもの。各冊にある奥書から、文政10年（1827年）から文政12年にかけての成立とされる。書名は著者岩崎美隆の号「杠園」（ゆずるはその）に因み、折口信夫が命名した。

## 刊行本
- 折口信夫　『杠園抄及び枕草紙解説』　名著刊行会、1930年
- 鈴木日出男　『枕草子春曙抄杠園抄』　日本図書センター、1978年